# Mamou (Burkina Faso)
Pour les articles homonymes, voir Mamou.
Mamou est une commune rurale située dans le département de Yaho de la province des Balé dans la région de la Boucle du Mouhoun au Burkina Faso.

## Éducation et santé
La commune accueille un centre de santé et de promotion sociale (CSPS).